# Организация на страните износителки на петрол
Организацията на страните износителки на петрол, ОПЕК (на френски: Organisation des pays exportateurs de pétrole, OPEP; на английски: Organization of the Petroleum Exporting Countries, OPEC) е международна организация, включваща някои от държавите с най-голямо влияние на световния пазар на нефт и имаща за цел контрола на ценовите равнища чрез картелни споразумения.
ОПЕК е основана от Венецуела, Ирак, Иран, Кувейт и Саудитска Арабия на международна конференция в Багдад, проведена от 10 до 14 септември 1960 година. Впоследствие към организацията се присъединяват и други държави и от май 2017 година тя има 14 члена. От 1965 година централната дирекция на ОПЕК се намира във Виена (Австрия). Официалният език в организацията е английският. Генерален секретар (от 2022 г.) е Хайсам Ал Гайс.

## Функции и цели
Основните цели на организацията, според нейния устав, са: координация и уеднаквяване на петролните политики на страните членки и определяне на най-добрите методи за защита на техните индивидуални и групови интереси; намиране на начини и методи за осигуряване на стабилни цени на международния петролен пазар, с цел за елиминиране на вредни и нежелателни ценови колебания; осигуряване на редовни и ефикасни доставки на петрол на консумиращите страни при постоянно запазване на интересите и необходимостта от стабилни доходи на произвеждащите страни и съответна възвръщаемост на капитала на инвестиращите в петролната индустрия.
Целта на ОПЕК е една обща петролна политика, която да предотврати резки намаления в цените на петрола. Страните членки на ОПЕК реализират 40% от световното производство и 50% от световния износ на нефт. През 2007 година 11-те страни в ОПЕК са реализирали приход от 338 милиарда щатски долара от износ, което е покачване с 42% спрямо 2003 година.
Тъй като основната част от международната търговия на петрол се извършва в щатски долари, промените в стойността на долара имат влияние върху решенията на ОПЕК за количествата петрол, които трябва да произвеждат нейните членове да произведе. Например, ако стойността на долара намалее, държавите от ОПЕК получават по-малки реални приходи и покупателната им способност намалява, в резултат на което те намаляват износа си, за да се опитат да увеличат реалните цени на нефта.
Министрите на енергетиката и нефта на държавите членки на ОПЕК два пъти в годината провеждат срещи за оценка на международния пазар на нефт и прогноза за бъдещото му развитие. На тези срещи се приемат решения за действията, които е необходимо да се предприемат за стабилизирането на пазара. Решения за промени в производството на петрол, в съответствие с промените на търсенето на пазара, се приемат на конференциите на OПЕK.
Държавите членки на ОПЕК контролират около две трети от световните петролни запаси. На тях се пада около 40% от световното производство и половината от световния износ на нефт. От най-големите производители на петрол, пикът на нефта не е прехвърлен само от страните от ОПЕК (с изключение на Венецуела) и Канада.

## История
Организацията на страните износителки на петрол е създадена по време на Багдадската конференция от 10 – 14 септември 1960 година от Венецуела, Ирак, Иран, Кувейт и Саудитска Арабия. През следващото десетилетие към нея се присъединяват Катар (1961), Индонезия (1962), Либия (1962), Обединените арабски емирства (1967), Алжир (1969), Нигерия (1971), Еквадор (1973) и Габон (1975).
Първоначално, седалището на ОПЕК се намира в Женева (Швейцария), а на 1 септември 1965 г. е преместено във Виена (Австрия).
След победата на Израел в Шестдневната война през 1967 година арабските държави от ОПЕК основават паралелната Организация на арабските страни износителки на петрол (ОАПЕК), която се стреми да оказва натиск върху западните държави, за да ограничат подкрепата си за Израел.
След отказа на Съединените щати от златния стандарт през 1971 година ОПЕК се опитва да задържи дотогавашната стойност на петрола в златно изражение. Малко по-късно, след новото поражение на арабските държави във Войната от Йом Кипур през 1973 година, ОАПЕК прекратява износа на нефт за западните държави, но няколко месеца по-късно се отказва от тази мярка. Тези две събития довеждат до четирикратно нарастване на цените на петрола и допринасят за засилването на първата световна рецесия след края на Втората световна война.
След нов скок на цените на нефта, последвал Ислямската революция в Иран през 1979 година, през 80-те години те спадат до по-ниски нива. През следващите години ефективността на организацията намалява, тъй като много нейни членове се противопоставят помежду си, заради Ирано-иракската война (1980 – 1988) и Войната в Персийския залив (1990 – 1991). Недоволни от ограниченията, налагани от ОПЕК, Еквадор и Габон напускат организацията.
Цените на петрола достигат най-ниските си нива от 70-те години през 1998 година, когато страните от ОПЕК решават да предприемат по-енергични мерки за тяхното увеличаване. Последвалите глобални събития, като Войната в Афганистан и Войната в Ирак довеждат до рязко повишение на цените далеч над нивата, планирани от ОПЕК. При новата обстановка през 2007 година Ангола става член на организацията, Еквадор възстановява членството си. След началото на последвалата икономическа криза ОПЕК е напусната от Индонезия (2009). През 2008 г. Русия заявява готовност да стане постоянен наблюдател в организацията.

### Петролното ембарго от 1973 г.
Петролното ембарго от 1973 г. често е цитиран като ключово събитие при първата петролна криза и, в действителност, сега се използва като име за нея. Все пак, основната причина за петролната криза е пикът на производството на петрол, достигнат от САЩ в края на 1970 и началото на 1971 г. Освен това, ако обявяването на ембарго е имало ефект за последвалото повишаване на цените на барел при реалните пазарни условия, като брой на барелите, извадени на пазара, то е минимално. Възходът на цените започва преди това, особено след края на споразумението от Бретън-Уудс и по-нататъшното обезценяване на щатския долар.
Трябва също да се отбележи, че ембаргото никога не е било в сила от страна на Саудитска Арабия към САЩ, както е докладвано например от Джеймс Ейкинс в интервю в 24:10 в документалния филм „la face cachée du pétrole part 2“.
Джеймс Ейкинс по това време е посланик на САЩ в Саудитска Арабия, а по-късно одитира капацитета на САЩ при Никсън, след пика от 1970 г.
Петролното ембарго от 1973 г. се случва през октомври, след подкрепа на Западна Европа и САЩ за Израел срещу арабските народи във войната Йом Кипур през 1973 г. Крал Фейсал от Саудитска Арабия налага петролно ембарго срещу Запада. По този начин цените на петрола за Съединените щати се покачват от 3 до 12 щ.д. за барел, стимулирайки продажбите на газ. Газстанциите в САЩ ограничават количеството газ, който може да бъде закупено, затварят в неделя и ограничават дните за закупуване въз основа на регистрационни номера. Цените продължават да се покачват и след края на ембаргото.
Петролното ембарго от 1973 г. има траен ефект върху Съединените щати. Гражданите на САЩ започват да закупуват по-малки автомобили, които са по-икономични. Ембаргото също така принуждава Америка да направи преоценка на разходите и източниците си на енергия. Федералното правителство се включва, като президентът Никсън препоръчва на гражданите да намалят скоростта с цел икономии, а в края на 1973 г. Конгресът издава ограничение на скоростта от 55 мили в час. Лятното часово време е удължено през цялата година, за да се намали използването на електрически ток в американските домове.
Един от най-дълготрайните ефекти на петролното ембарго от 1973 г. е икономическата рецесия в целия свят. Безработицата достига най-високия си процент, както и инфлацията. В Детройт, търсенето на потребителите на големи превозни средства, консумиращи големи количества бензин, спада, а оттам и производството. Въпреки че ембаргото продължава само една година, цените на петрола се увеличават четири пъти и започва нова ера в международните отношения. Арабските страни откриват, че петролът им може да се използва едновременно като политическо и икономическо оръжие срещу други нации.

### Инцидентът със заложниците през 1975 г.
На 21 декември 1975 г. Ахмед Заки Ямани и други петролни министри на страните членки на ОПЕК, са взети за заложници от шестчленен екип, ръководен от Карлос Чакала (екипа включва Габриеле Крьохер-Тидеман от Червена фракция и Ханс-Йоахим Клайн). Това се случва във Виена, където министрите присъстват на заседание в централата на ОПЕК. Карлос планира да нахлуе по време на конференцията със сила и да отвлече всичките единадесет петролни министри и да ги държи за откуп, с изключение на Ахмед Заки Ямани и иранския министър Ямшид Амузегар, които трябва да бъдат екзекутирани.
Карлос повежда екипа си покрай двамата полицаи във фоайето на сградата и до първия етаж, където застрелват полицай, човек от иракската охрана и млад либийски икономист.
Когато Карлос влиза в конферентната зала и произвежда изстрели в тавана, делегатите се скриват под масата. Терористите търсят Ахмед Ямани и след това разделят шестдесет и тримата заложника по групи. Делегатите от приятелски страни са преместени към вратата, „неутралните“ са поставени в центъра на стаята, а „враговете“ са поставени до задната стена, в непосредствена близост до експлозивите. Последната група включва делегати от Саудитска Арабия, Иран, Катар и ОАЕ. Карлос иска на групата си и заложниците да бъде предоставен автобус до летището, където да ги чака самолет DC-9 с екипаж. В същото време, Карлос информира Ямани за плановете си да летят до Аден, където Ямани и Амузегар ше бъдат убити.
Автобусът е предоставена на следващата сутрин в 6,40, както е поискано и 42-та заложника са натоварени и отведени до летището. Групата излита във въздуха малко след 9,00, като взривните вещества са поставени под седалката на Ямани. Самолетът първо спира в Алжир, където Карлос излиза от самолета, за да се срещне с алжирския министър на външните работи. Всички 30 заложници от неарабски страни са освободени, без Амузегар.
Заредилият гориво самолет излита за Триполи, където има проблеми при прекачването на друг самолет, както е било планирано. Карлос решава вместо това да се върне в Алжир и взима Боинг 707. Преди да излети самолета, са освободени още десет заложника.
Само с 10 останали заложника, Боинг 707 излита за Алжир и пристига в 3,40 ч. След като напуска самолета, за да се срещне с алжирците, Карлос говори с колегите си в предната кабина на самолета и след това казва на Ямани и Амузегар, че ще бъдат освободени в средата на деня. Карлос е извикан от самолета за втори път и се връща след два часа.
При тази втора среща се смята, че Карлос е провел телефонен разговор с алжирския президент Уари Бумедиен, който информира Карлос, че смъртта на петролните министри ще доведе до атака на самолета. Много е вероятно алжирският президент да е предложил убежише и компенсация на Карлос за неизпълнената му задача.
При връщането си в самолета, Карлос застава пред Ямани и Амузегар и изказва съжаление, че няма да може да ги убие. След това казва на заложниците, че той и неговите другари ще напуснат самолета, след което всички те ще бъдат свободни. След излизането на терористите, Ямани и останалите девет заложници са взети в сградата на летището от алжирския министър на външните работи Абделазиз Бутефлика. Терористите са в съседния салон и палестинеца Халид, поисква да говори с Ямани. При разговора, Халид посяга към палтото си, но бързо е заобиколен от охраната. В него е намерен пистолет, скрит в калъф.
Известно време след атаката, съучастници на Карлос разкриват, че операцията е била ръководена от Уади Хадад, палестински терорист и основател на Народния фронт за освобождение на Палестина. Също така се смята, че идеята и финансирането идват от арабски президент, като много вероятно това да е Муамар Кадафи.
Години след нападението над ОПЕК, Басам Абу Шариф и Клайн твърдят, че Карлос е получил голяма сума пари в замяна на безопасното освобождаване на арабските заложници и я е задържал за лична употреба. Все още има известна несигурност по отношение на сумата, но се смята, че е между 20 млн. и 50 милиона щ.д. Източникът на парите също така е неизвестен, но, според Клайн, това е „арабски президент“. По-късно Карлос казва на адвокатите си, че парите са били платени от саудитците на иранците и „отклонени по пътя и загубени за Революцията“.

### Свръхпроизводство през 1980-те
Свръхпроизводството на нефт през 1980-те години е следствие от сериозното намаляване на търсенето на суров петрол, предизвикано от рязкото повишаване на цените му в резултат на кризата от 1973 г.
Към 1980 г. цената на нефта на световния пазар достига своя пик, 35 щ.д. за барел (с отчитане на инфлацията – 93 щ.д. по цени от началото на 21 век). Към 1986 г. тя спада до 10 щ.д. за барел и даже по-ниско (около 20 долара по курс от 2008 г.).
Свръхпроизводството, изразяващо се в спад на цените, започва в началото на 1980-те години в резултат на понижаването на икономическата активност в западните страни и разпространяването на енергоспестяващи технологии, чието търсене е генерирано от високите цени на енергоносителите. Само от 1979 до 1981 г. потреблението на петрол в САЩ, Европа и Япония намалява с 13%. След 1980 г. продължаващият спад на потреблението и свръхпроизводството на петрол довежда до шестгодищен спад на цените, които през 1986 г. са спаднали с 46%.

### Отговор на войните и ниските цени
Скокът на цените на петрола през 1990 г. възниква в отговор на иракското нахлуване в Кувейт на 2 август. Продължил само 9 месеца, ценовия шок е по-екстремен и с по-кратка продължителност от предишните (петролната криза от 1973 г. и енергийната криза от 1979 – 1980 г.), но за покачването на цените се смята, че е важен фактор в рецесията от началото на 1990-те години. Средните месечни цени на петрола се повишават от 17 щатски долара за барел през юли до 36 щ.д. за барел през август. Но разделението на страните от ОПЕК, причинено от Ирано-иракската война и иракското нахлуване в Кувейт отбелязва най-ниската точка на сплотеност в организацията.
С успеха на водената от САЩ коалиция срещу иракските сили, опасенията относно доставките в дългосрочен план утихват, а цените започват да спадат драстично. След като цените на петрола спадат до около 15 долара за барел в края на 1990 г., съгласуваната дипломация постига координирано разпределяне на производството на петрол през 1998 г. През 2000 г. венецуелският президент Уго Чавес е домакин на първата среща на ръководителите на страните на ОПЕК от 25 години. През следващите години обаче, атаките от 11 септември срещу Съединените щати, войната в Афганистан, инвазията в Ирак през 2003 г. и последвалата окупация на страната предизвикват скок в цените на петрола до нива, далеч по-високи от тези, които са посочени от ОПЕК като цел. Индонезия се оттегля от организацията, за да защити петролните си интереси.
От средата на 1980-те до септември 2003 г. коригираните спрямо инфлацията цени на барел суров петрол на NYMEX като цяло са под 25 щатски долара. През 2003 г. цената се повишава над 30$, достига 60$ на 11 август 2005 г., а през юли 2008 г. достига до 147,30$. Коментаторите приписват увеличението на цените на много фактори, включително падането на стойността на щатския долар, доклади на Министерството на енергетиката на САЩ и други, показващи спад в петролните резерви, притеснения относно петролния пик, напрежението в Близкия изток, както и спекулации с цените на петрола.
За известно време, различни геополитически събития и природни бедствия, косвено свързани с петрола, в краткосрочен план оказват силно въздействие върху цените му на световния пазар – като севернокорейските ракетни изпитания от 2006 г., конфликта между Израел и Ливан, притесненията за иранските ядрени планове, урагана Катрина и различни други фактори.

## Кошница на ОПЕК
Терминът „кошница на ОПЕК“ официално е въведен на 1 януари 1987 г. Цената в кошницата се определя като средно аритметичния показател на цените на следните видове петрол: Arab Light (Саудитска Арабия), Basra Light (Ирак), Bonny Light (Нигерия), Es Sider (Либия), Girassol (Ангола), Iran Heavy (Иран), Kuwait Export (Кувейт), Merey (Венецуела), Murban (ОАЕ), Oriente (Еквадор), Qatar Marine (Катар), Saharan Blend (Алжир).
Исторически максимум на „кошницата на ОПЕК“ е регистриран на 3 юли 2008 г., на ценова отметка $140,73 за барел.
Oriente (Еквадор) е включен в кошницата през март 2008 г. През януари 2009 г. от нея е изваден Minas (Индонезия), а венецуелския BCF 17 е заменен с Merey. Към края на 2011 г. кошницата включва 12 сорта петрол.

## Членове
Към април 2010 година в организацията членуват 12 държави. Габон и Индонезия в миналото членуват в организацията, но я напускат. Еквадор също напуска ОПЕК, но по-късно възстановява членството си.
| Държава                    | Регион       | Член от | Население (2008) | Добив на нефт, барели/ден (2008) |
| -------------------------- | ------------ | ------- | ---------------- | -------------------------------- |
| Алжир                      | Африка       | 1969    | 33 779 668       | 2 180 000                        |
| Ангола                     | Африка       | 2007    | 12 531 357       | 2 015 000                        |
| Венецуела                  | Южна Америка | 1960    | 26 414 816       | 2 643 000                        |
| Еквадор                    | Южна Америка | 2007    | 13 927 650       | 486 100                          |
| Ирак                       | Близък изток | 1960    | 28 221 180       | 2 420 000                        |
| Иран                       | Близък изток | 1960    | 65 875 224       | 3 707 000                        |
| Катар                      | Близък изток | 1961    | 824 789          | 797 000                          |
| Кувейт                     | Близък изток | 1960    | 2 596 799        | 2 274 000                        |
| Либия                      | Африка       | 1962    | 6 173 579        | 1 875 000                        |
| Нигерия                    | Африка       | 1971    | 218 541 212      | 2 169 000                        |
| Обединени арабски емирства | Близък изток | 1967    | 4 621 399        | 3 046 000                        |
| Саудитска Арабия           | Близък изток | 1960    | 28 146 656       | 10 780 000                       |
| Общо                       | Общо         | Общо    | 372 368 429      | 34 392 100                       |

1. 1 2 3 4 5  Една от петте държави основателки.
2. ↑  Става член на ОПЕК през 1973 година, напуска през 1992 година и възстановява членството си през 2007 година.

## Квоти
| Държава                    | Квота (7/1/05) | Продукция (1/07) | Капацитет |
| -------------------------- | -------------- | ---------------- | --------- |
| Алжир                      | 894564         | 1,360            | 1,430     |
| Ангола                     | 1,900          | 1,700            | 1,700     |
| Венецуела                  | 3,223          | 2,340            | 2,450     |
| Еквадор                    | 520            | 500              | 500       |
| Индонезия                  | 1,451          | 860              | 860       |
| Ирак                       |                | 1,481            |           |
| Иран                       | 4,110          | 3,700            | 3,750     |
| Катар                      | 726            | 810              | 850       |
| Кувейт                     | 2,247          | 2,500            | 2,600     |
| Либия                      | 1,500          | 1,650            | 1,700     |
| Нигерия                    | 2,306          | 2,250            | 2,250     |
| Обединени арабски емирства | 2,444          | 2,500            | 2,600     |
| Саудитска Арабия           | 10,099         | 8,800            | 10,500    |
| Общо                       | 31,420         | 30,451           | 32,230    |

## Спорове за производството
Икономическите нужди на държавите членки на ОПЕК често се отразяват на вътрешните политики при производствените квоти на ОПЕК. Различни членки настояват за намаляване на производствените квоти за да се увеличи цената на петрола и по този начин и собствените им приходи. Тези изисквания влизат в конфликт с дългосрочната стратегия на Саудитска Арабия да бъде партньор на икономическите сили в света, като им осигурява постоянни доставки на петрол. Основата на тази политика отчасти е загрижеността на Саудитска Арабия, че скъпия петрол или несигурните доставки ще принуди развитите страни да развиват алтернативни горива. Бившият саудитски министър на петрола шейх Ямани заявява през 1973 г.: „Каменната ера не е свършила, защото сме останали без камъни“.
Един такъв спор за производството настъпва на 10 септември 2008 г., когато саудитските представители излизат от сесия на ОПЕК, в която организацията гласува за намаляване на производството. Въпреки че делегатите на Саудитска Арабия официално одобряват новите квоти, анонимно те заявяват, че няма да ги спазват. „Ню Йорк Таймс“ цитира анонимен делегат на ОПЕК, който казва: „Саудитска Арабия ще отговори на търсенето на пазара. Ще видим какво иска пазара и няма да оставим клиент без петрол. Политиката не се е променила.“.